# Pygofor
Pygofor, pigofer (ang. pygophore) – charakterystyczna dla samców pluskwiaków struktura powstała ze zmodyfikowania dziewiątego segmentu odwłoka lub jego części, na której osadzone są zewnętrzne narządy rozrodcze (genitalia).
U piewików (fulgorokształtnych i cykadokształtnych) pygofor stanowi boczną lub tylno-boczną część dziewiątego segmentu odwłoka i wraz z położoną brzusznie płytką subgenitalną tworzy komorę genitalną. U Coelorrhyncha cały dziewiąty segment tworzy komorę genitalną zwaną pygoforem, na której osadzone są edeagus i paramery.
U pluskwiaków różnoskrzydłych pygofor tworzony jest przez powiększone sternum dziewiątego segmentu i wciągany jest w segment siódmy. Tergum dziewiątego segmentu jest natomiast w tej grupie zredukowane.